# Gruppen för svensk jazzhistoria
Gruppen för svensk jazzhistoria - GSJ är en ideell förening som bedriver och befrämjar forskning kring jazzmusik och dess framväxt och utveckling i Sverige. 
Detta sker bland annat genom intervjuer med musiker och andra, insamling av historiskt intressanta bilder, tidningsklipp, affischer, program, noter och annat material samt av inspelningar på skivor och band. Gruppen arrangerar också träffar mellan musiker, forskare och andra berörda och arrangerar seminarier där olika musikers verksamhet lyfts fram. 
GSJ bildades 1977 av bland andra basisten och jazzlegendaren Thore Jederby (1913-84). Gruppen samarbetar med Svenskt visarkivs jazzavdelning, vars inrättande år 1982 var en direkt följd av GSJ:s inledda forskningsarbete. GSJ har fortsatt att vara en fristående grupp av forskare men står till visarkivets förfogande som rådgivande organ. Bland GSJ:s 20-tal medlemmar finns Jan Bruér, Martin Westin, Lars Westin samt flera andra jazzhistorieforskare och skribenter. Verksamheten bedrivs helt ideellt.
Bandade intervjuer har genom åren gjorts med bortemot 500 musiker och andra aktörer inom svensk jazz. Många av dessa har under åren testamenterat eller på annat sätt till GSJ överlåtit personliga samlingar med klingande material, noter, fotografier och annat. 
GSJ har sedan starten samarbetat nära med jazztidskriften Orkesterjournalen (numera Jazz) och har publicerat biografiska artiklar över svenska musiker,"Vem är vem i svensk jazzhistoria", på tidskriftens webbsajt, www.orkesterjournalen.com 